# Burgruine Kirchschlag in der Buckligen Welt

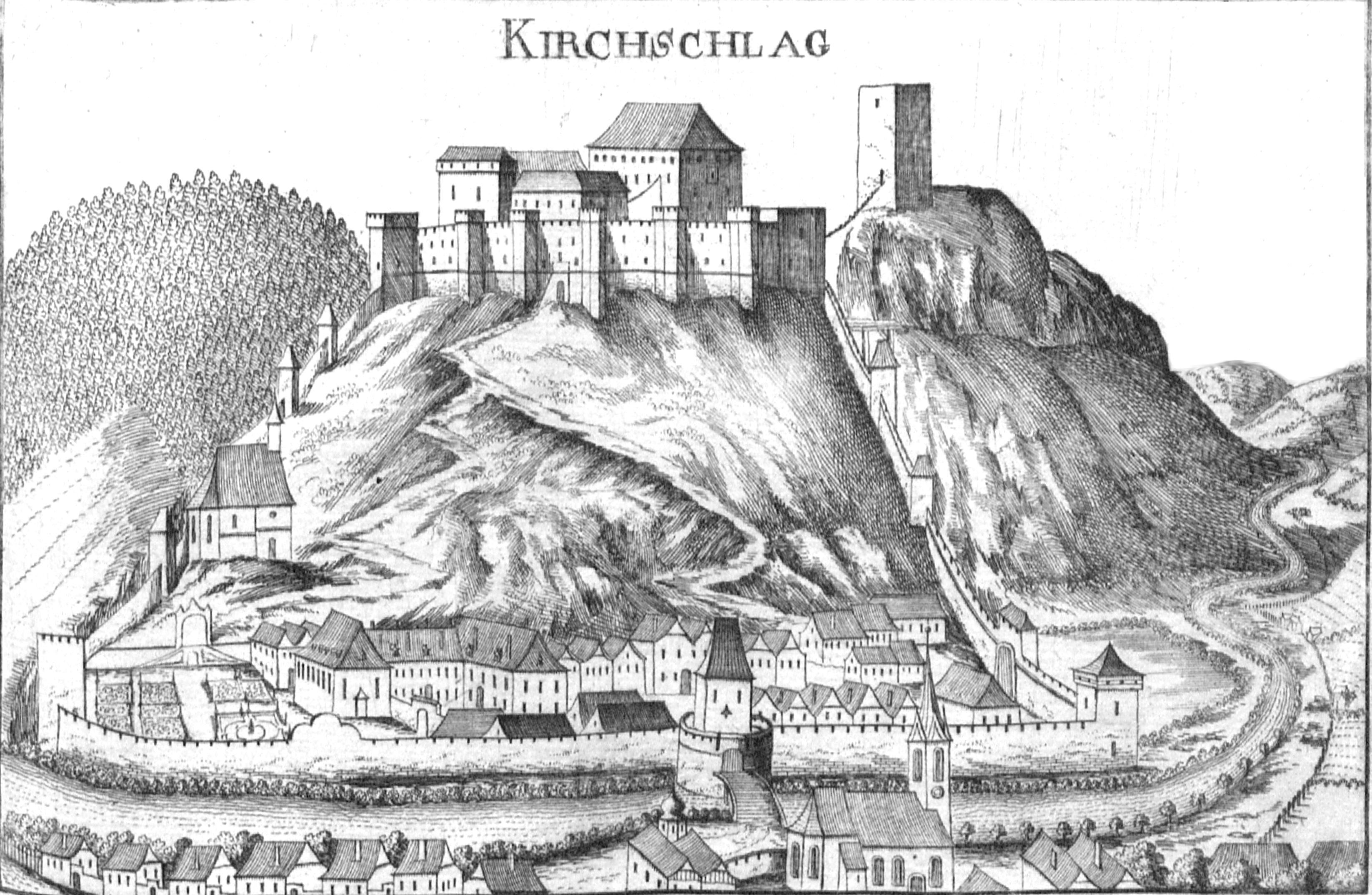
Kirchschlag mit der Burg im 17. Jahrhundert nach einem Kupferstich von Georg Matthäus Vischer

Die Burgruine Kirchschlag in der Buckligen Welt ist ein historisches Bauwerk in der gleichnamigen Stadtgemeinde Kirchschlag in der Buckligen Welt im österreichischen Bundesland Niederösterreich.

## Geschichte
Die Höhenburg wurde im 12. Jahrhundert auf dem 480 m hohen Schlossberg erbaut. Nachdem sie durch eine Ringmauer mit dem Ort verbunden war, bildete sie eine bedeutende Wehranlage zur Sicherung der Ostgrenze. Als Besitzer der Burg finden sich bedeutende Geschlechter, wie die Herren von Wildon aus der Steiermark, die Kuenringer, Güssinger, Pottendorfer, Puchheimer und zuletzt die ungarischen Grafen Pálffy. Selbst Ungarns König Matthias Corvinus war Burgherr in Kirchschlag, ehe nach dessen Tod Kaiser Maximilian I. Kirchschlag wieder zurückeroberte.
Der Verfall der Burg begann, als sich um 1650 Hans Christoph III. von Puchheim im Ort das Hofhaus, das heutige Rathaus, erbauen ließ und dorthin seinen Wohnsitz verlegte. Auch die Grafen Pálffy zogen nicht in die Burg Kirchschlag ein, sondern verlegten ihren Sitz in die besser erhaltene Burg Krumbach, womit sich der Verfall fortsetzte.
Die Burg Kirchschlag konnte, ebenso wie die Burg Güns, nie bei den Türkenbelagerungen 1529 und 1683 erobert werden. Auch von den Haiduken (1605), von den räuberischen Horden des ungarischen Aufständischen Gábor Bethlen (1621) und von den Kuruzzen (1703) konnte die Burg nicht eingenommen werden und bot der Bevölkerung sicheren Schutz.
Nachdem die Burg ab 1848 verschiedene private Besitzer gehabt hatte, wurde sie letztlich von der Gemeinde Kirchschlag erworben.

## Heutige Nutzung
Die ganzjährig frei zugängliche Burgruine ist teilweise restauriert und einigermaßen gut gepflegt. Der 22 m hohe Bergfried („Feuerturm“) dient als Aussichtswarte.
Vor Weihnachten ist die Burg Schauplatz des dreitägigen Kirchschlager Adventmarktes, der jährlich rund 5000 Besucher anzieht.
Von 2001 bis 2012 bildete die Burg im Sommer die besondere Bühne eines Rockfestivals.

## Bilder von der Ruine

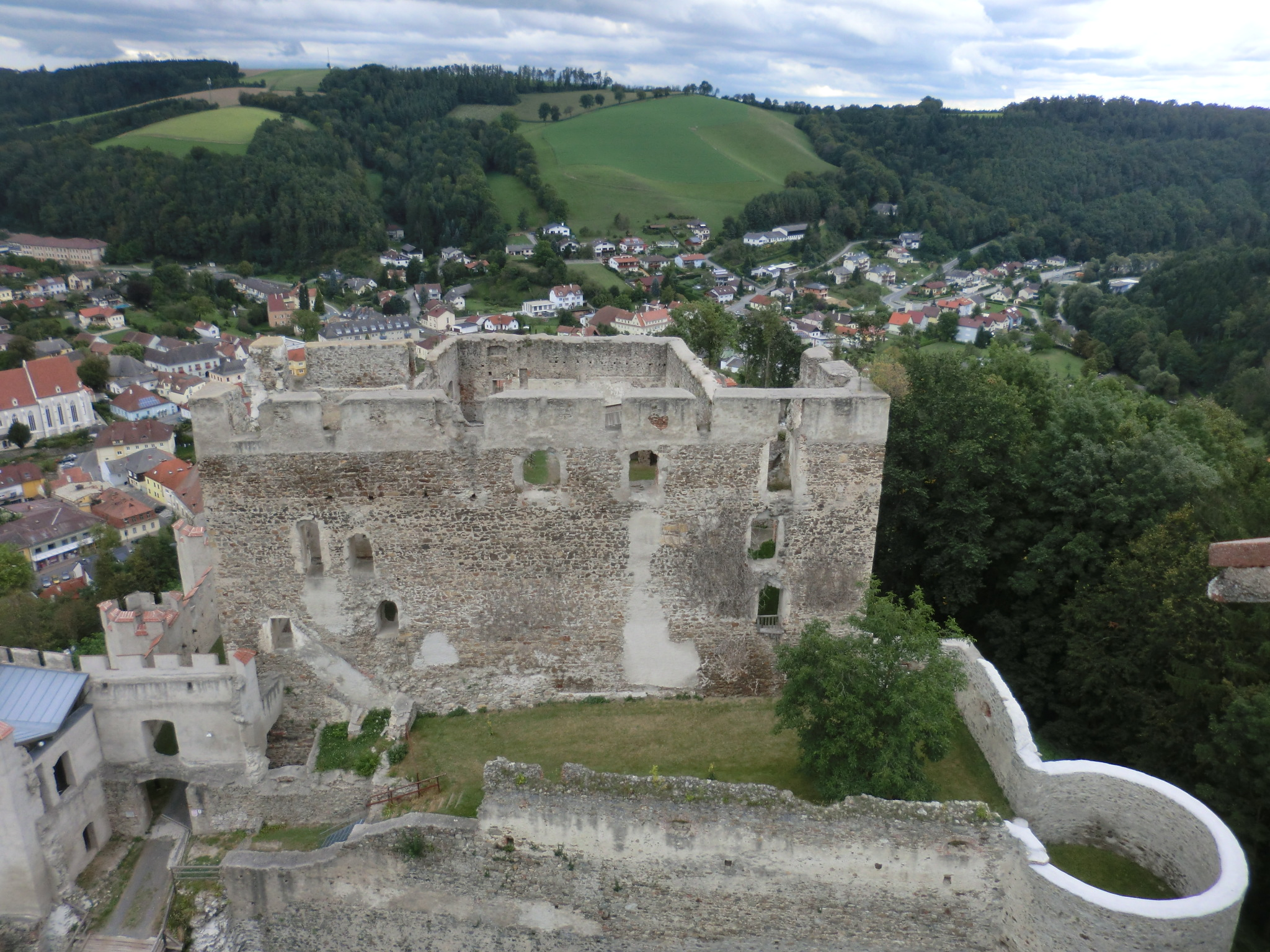
Blick von der Aussichtswarte
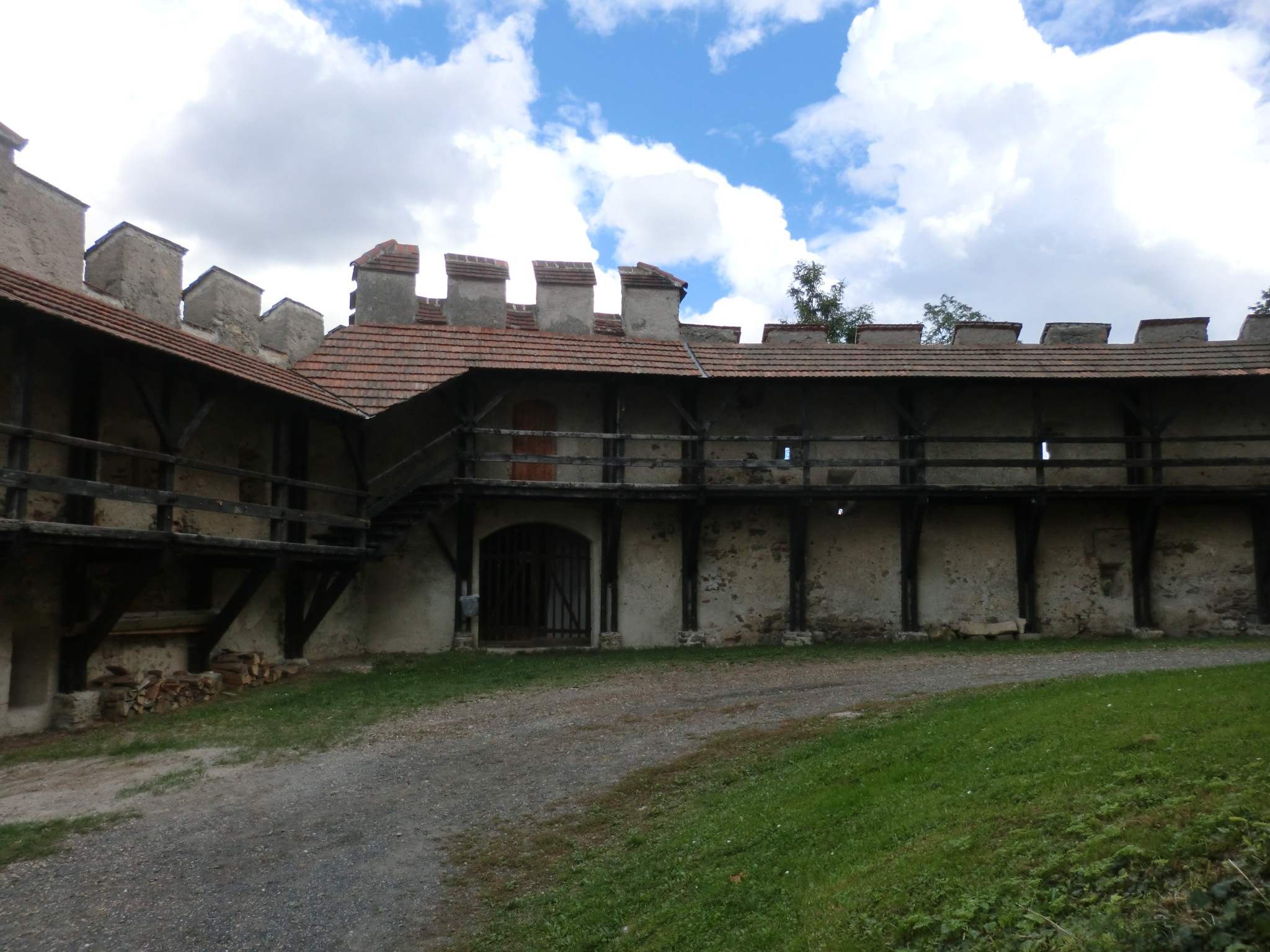
Innenansicht beim Eingang
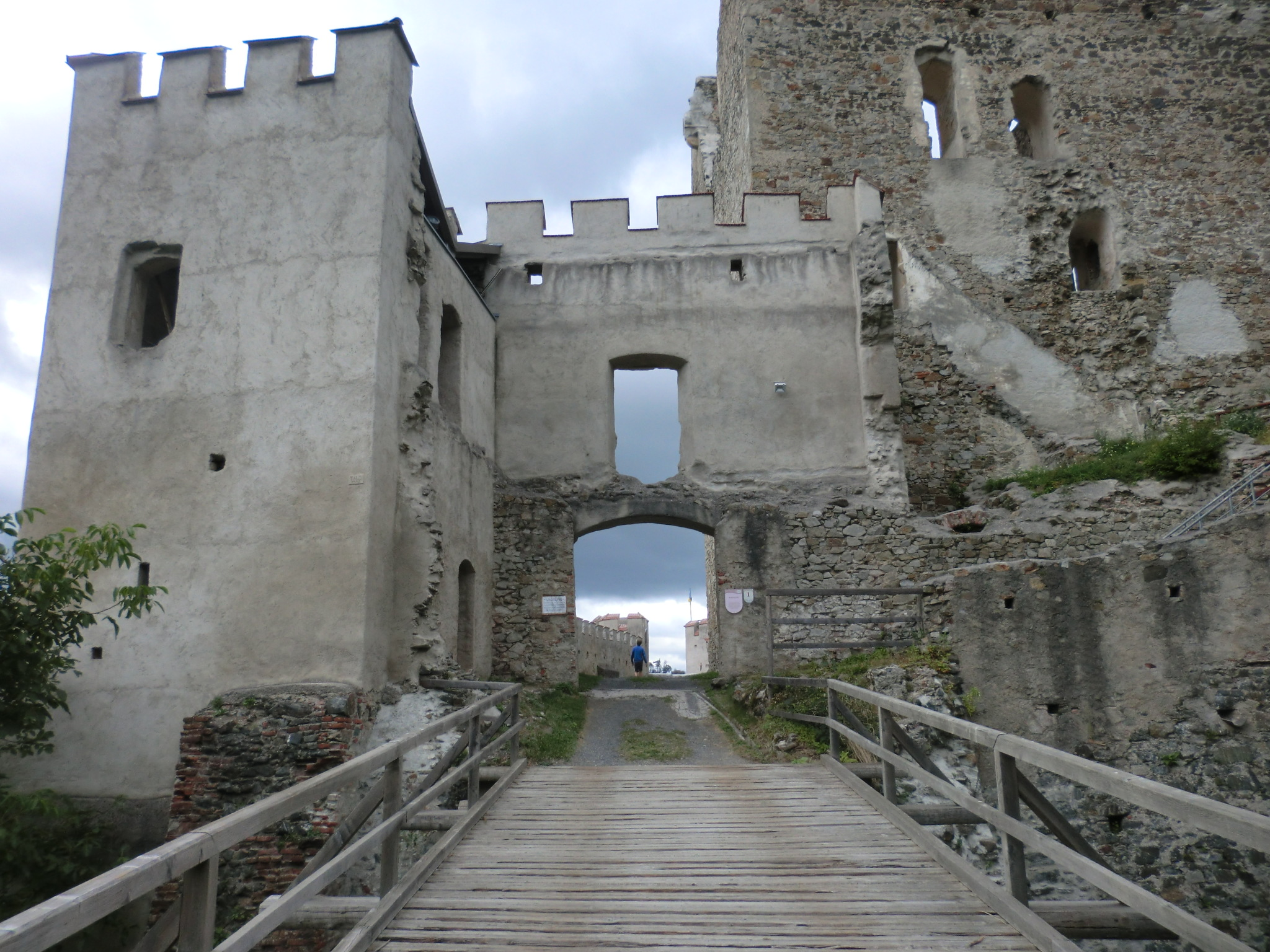
Hintereingang an der Holzbrücke zur Aussichtswarte
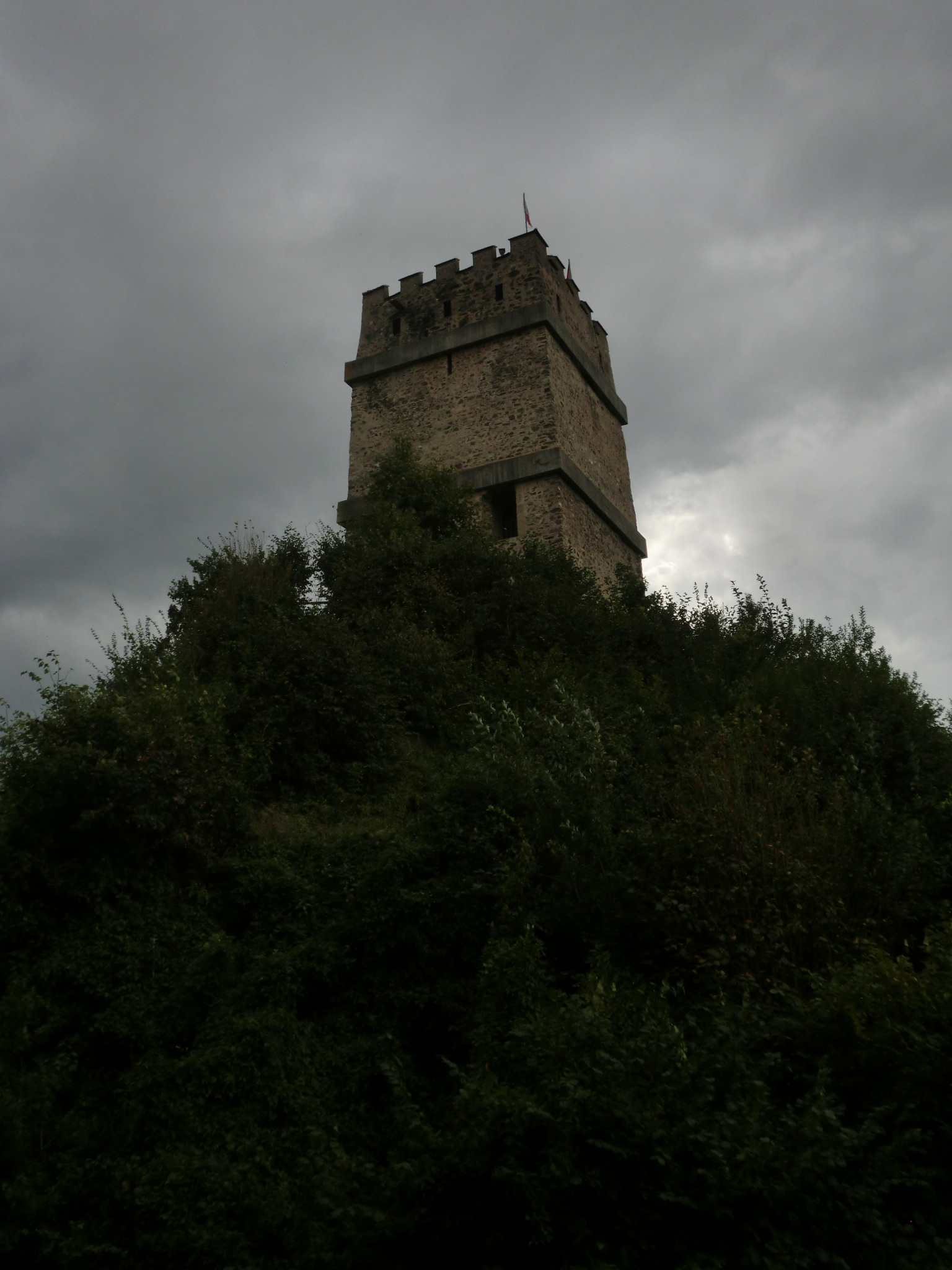
Aussichtswarte
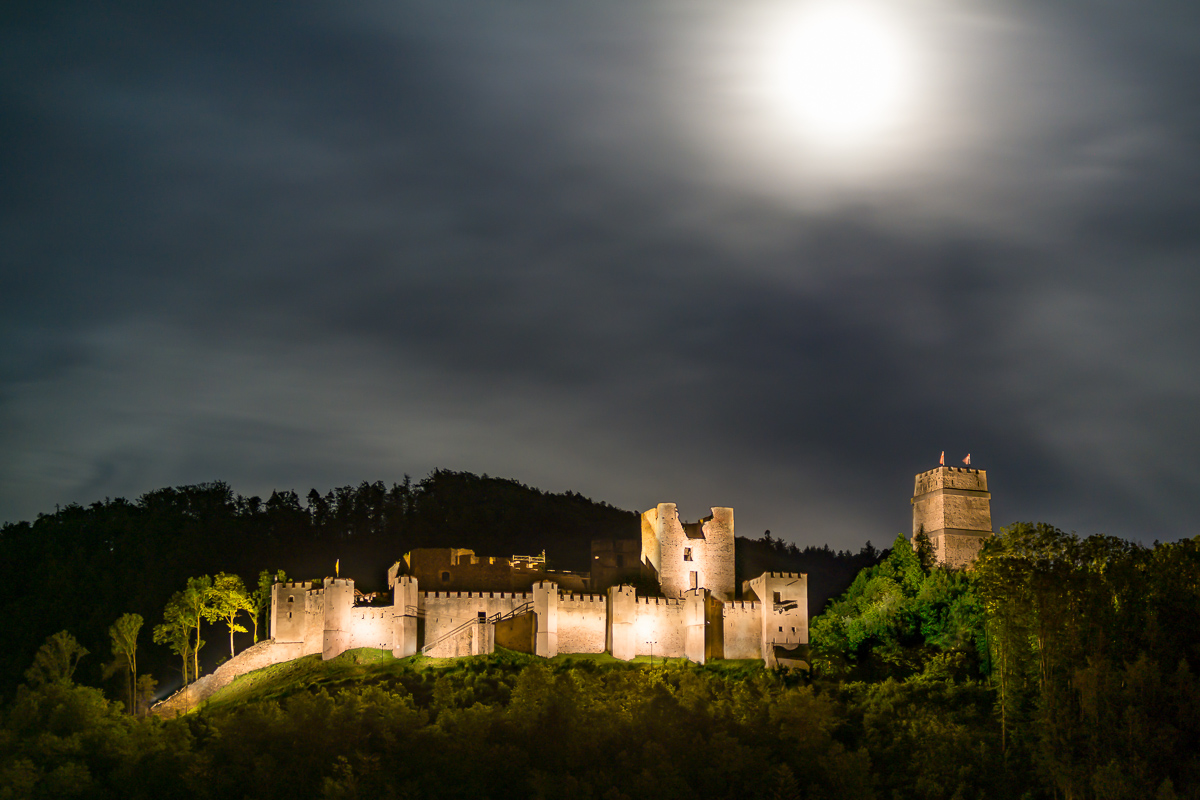
Burgruine bei Nacht